# Segunda República de Corea del Sur
La Segunda República de Corea del Sur (en hangul, 제2공화국; en hanja, 第二共和國; romanización revisada, Jei Gonghwaguk; McCune-Reischauer, Chei Konghwaguk) fue el gobierno de Corea del Sur durante ocho meses, desde 1960 hasta 1961. Sucedió a la Primera República, pero fue sucedida por un gobierno militar bajo el mando del Consejo Supremo para la Reconstrucción Nacional.

## Establecimiento
El gobierno de la Primera República fue derrocado por protestas generalizadas, conocidas como la Revolución de abril, en abril de 1960. Después de su caída, el poder fue poseído brevemente por una administración interina bajo el mando de Heo Jeong. Unas nuevas elecciones parlamentarias fueron llevadas a cabo el 29 de julio de 1960. El Partido Democrático, que había estado en la oposición durante la Primera República, fácilmente ganó el poder y la Segunda República fue establecida. La constitución revisada dictó a la Segunda República tomar la forma de un sistema de gabinete parlamentario al estilo de la Cuarta República francesa, en donde el presidente solamente tomó un papel nominal. Esta fue la primera y única vez en que el gobierno de Corea del Sur tomó la forma de un sistema de gabinete en vez de un sistema presidencialista. Yun Bo-seon fue elegido presidente el 13 de agosto de 1960. El primer ministro y jefe de Estado fue Chang Myon.

## Política

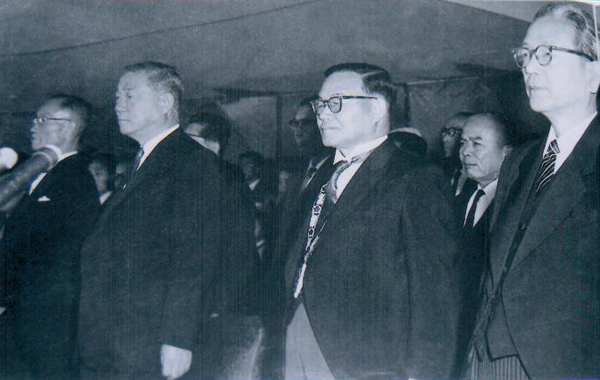
Proclamación de la Segunda República de Corea, desde la derecha: Chang Myon (primer ministro), Yun Bo-seon (Presidente de la República), Paik Nak-jun (Presidente de la Cámara de Consejeros) y Kwak Sang-hoon (Presidente de la Cámara de Diputados)

La Segunda República vio la proliferación de la actividad política, la cual había sido reprimida por el anterior régimen de la Primera República de Syngman Rhee. Mucha de esta actividad fue responsabilidad de grupos izquierdistas y estudiantiles, los cuales fungieron como instrumentos clave en el derrocamiento de la Primera República. Esta actividad creció rápidamente durante los últimos meses de 1960. Alrededor de 2000 concentraciones fueron llevadas a cabo durante los ocho meses que duró la Segunda República.
Bajo la presión del izquierdismo, el gobierno de Chang llevó a cabo una serie de depuraciones de personal del ejército y la policía para expulsar a los miembros que habían estado involucrados en actividades antidemocráticas y actos de corrupción. Una ley especial para lograr tal efecto fue emitida el 31 de octubre de 1960. 40 000 personas fueron puestas bajo investigación, de éstas, más de 2200 oficiales gubernamentales y 4,000 oficiales de policía fueron depurados. Además, el gobierno consideró reducir el tamaño del ejército en 100,000, aunque este plan nunca se llevó a cabo.

## Economía
También en términos económicos, el gobierno tuvo que enfrentar con la creciente inestabilidad. El gobierno formuló un plan económico de cinco años, aunque este fue incapaz de ponerlo en funcionamiento antes de ser derrocado. La Segunda República vio la depreciación del hwan en más de la mitad de su valor frente al dólar, entre el otoño de 1960 y primavera de 1961. El desempleo y los precios al por mayor también sufrieron un aumento durante este período.